# Knoten Sankt Pölten
Het Knoten Sank Pölten is een snelwegknooppunt in de Oostenrijkse deelstaat Neder-Oostenrijk. Op dit knooppunt bij de stad Sankt Pölten sluit de (S33) aan op de (A1).

## Bouwvorm
Het knooppunt is een trompetknooppunt.